# Gertrud Scholtz-Klink

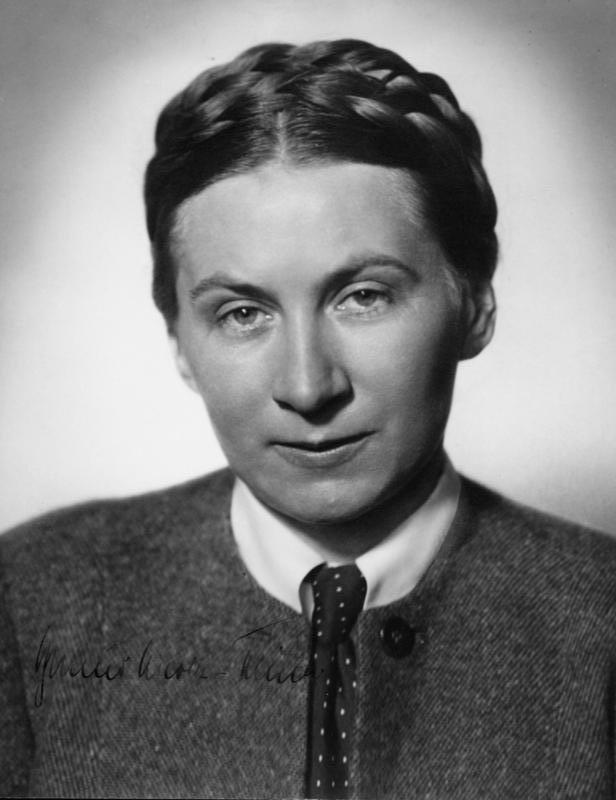
Gertrud Scholtz-Klink (1934)

Gertrud Scholtz-Klink (* 9. Februar 1902 in Adelsheim, Großherzogtum Baden als Gertrud Emma Treusch; † 24. März 1999 in Tübingen) war Reichsfrauenführerin im NS-Staat.

## Leben
Gertrud Treusch wurde als Tochter eines Vermessungsbeamten geboren, der 1910 starb. Nach dem Mittleren Schulabschluss absolvierte sie eine Ausbildung und war zunächst als Journalistin tätig. Sie heiratete 1920 Eugen Klink, der Bezirksleiter der NSDAP in Offenburg wurde und 1930 auf einer Wahlveranstaltung an einem Herzinfarkt starb. Dieser Ehe entstammten vier Kinder, u. a. der spätere Historiker Ernst Klink. Zwei Jahre nach Eugen Klinks Tod heiratete sie den Arzt Günther Scholtz. Die Ehe bestand bis 1937. Nach der Scheidung von Günther Scholtz folgte im Dezember 1940 die Ehe mit dem SS-Obergruppenführer August Heißmeyer (1897–1979), den sie dienstlich kennengelernt hatte. Ihr dritter Mann brachte sechs Kinder mit in die Ehe. Ihr letztes Kind, das von August Heißmeyer stammt, wurde 1944 geboren.

### Politische Karriere im Nationalsozialismus

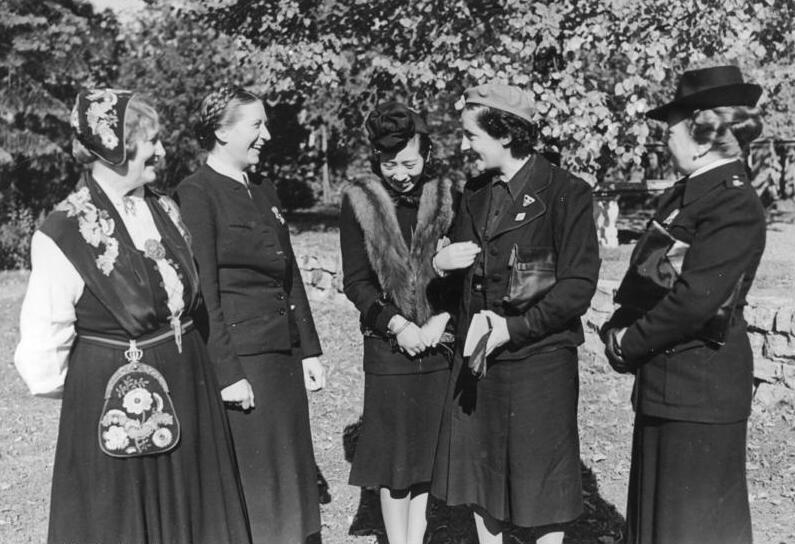
V. links n. rechts: Olga Bjoner, Landesleiterin d. norwegischen NS-Frauenorganisation, Reichsfrauenführerin Scholtz-Klink, die Gattin des japanischen Botschafters Ōshima Hiroshi, die spanische Frauenführerin Pilar Primo de Rivera und Marchesa Olga Medici del Vascello (Führerin der faschistischen Frauenorganisation Italiens), 1941.

Gertrud Klink trat im Jahr 1930 der NSDAP bei, ihr Eintritt wurde auf September 1929 rückdatiert (Mitgliedsnummer 157.007). Seit 1930 war sie Leiterin des nationalsozialistisch ausgerichteten Deutschen Frauenordens in Baden, Vorläufer der NS-Frauenschaft. Als 1931 die NS-Frauenschaft die alleinige Frauenorganisation der Partei wurde, übernahm sie deren Leitung in Baden und bekam auch den Aufbau der Organisation im Gau Hessen-Nassau übertragen. Am 1. Januar 1934 wurde sie Leiterin des weiblichen Arbeitsdienstes (Reichsarbeitsdienst), am 24. Februar 1934 Reichsführerin der NS-Frauenschaft und des Deutschen Frauenwerkes. In dieser Funktion stand sie auch dem Deutschen Roten Kreuz vor. Seit November 1934 führte sie den Titel „Reichsfrauenführerin“. Aufgrund ihrer Kontakte zu Robert Wagner wurde sie außerdem Referentin für Frauenfragen im badischen Innenministerium. Scholtz-Klink propagierte ein traditionelles Frauenbild und lehnte den Feminismus ab. Ihr Leitgedanke hieß „Dienst“ und ihr Ziel benannte sie 1934 damit, „aus der guten Masse der deutschen Frauen einen Apparat zu bilden, ein Instrument, das auf jeden Wink bereitsteht“.
Scholtz-Klink wurde in zahlreiche weitere Ämter berufen: als Sachverständige für das Arbeitsgebiet Frauenschutz in den Sachverständigenbeirat der Nationalsozialistischen Betriebszellenorganisation, in den Sachverständigenbeirat für Bevölkerungs- und Rassenpolitik, in den Oberen Ehren- und Disziplinarhof der Deutschen Arbeitsfront, in den Ehrenführerring des Reichsbundes der Kinderreichen und in die Akademie für Deutsches Recht. In ihrem Wirken war sie zumeist Erich Hilgenfeldt, dem Leiter der Nationalsozialistischen Volkswohlfahrt, unterstellt. Bis Juli 1936 befand sich ihr Amtssitz auch im Gebäude der NSV-Zentrale in Berlin. Später bezog der über Jahre stetig anwachsende Verwaltungsapparat der Reichsfrauenführung ein eigenes Gebäude in der Derfflingerstraße.
Formell blieb Scholtz-Klink bis zum Ende des NS-Staats Reichsfrauenführerin; jedoch sank ihre Bedeutung ab 1936, nachdem alle Frauen direkt dem Reichsarbeitsdienst unterstellt worden waren. Mit der Dezentralisierung der NS-Frauenschaft ab 1943 verlor sie ihren bestimmenden Einfluss vollends. Bereits 1938 beklagte Scholtz-Klink, dass es ihr nicht gelungen sei, mit Hitler „persönlich die Aufgabengebiete der Frau durchzusprechen“. Gleichwohl hielt die NS-Führung an Scholtz-Klink fest. Martin Bormann verwies 1937 darauf, dass ihr laut einer Führerweisung der Rang eines Hauptamtsleiters zustünde. Auch in der NS-Auslandspropaganda wurde Scholtz-Klink häufig präsentiert, sodass ihre Rolle im Ausland als bedeutender wahrgenommen wurde als sie tatsächlich war.
Die Forschung sprach ihr und den von ihr geleiteten Organisationen lange Zeit eine nachgeordnete Rolle im männerdominierten NS-Regime zu. Neuere Studien betonen dagegen ihre Bedeutung für den Aufbau der Reichsfrauenführung, der sie durch gezielte Berufung akademisch gebildeter Frauen ihren Stempel aufdrückte. Als begabte Rednerin leitete sie eine Organisation, deren absoluten Führungsanspruch der „arischen Frauen“ sie selbst immer betonte. Sie war auch in nationalsozialistische Verbrechen involviert. So oblag dem NFS die Kontrolle der Sozialkontakte der in Privathaushalten eingesetzten NS-Zwangsarbeiter und sie wirkte zeitweise bei der Auswahl von KZ-Aufseherinnen mit.

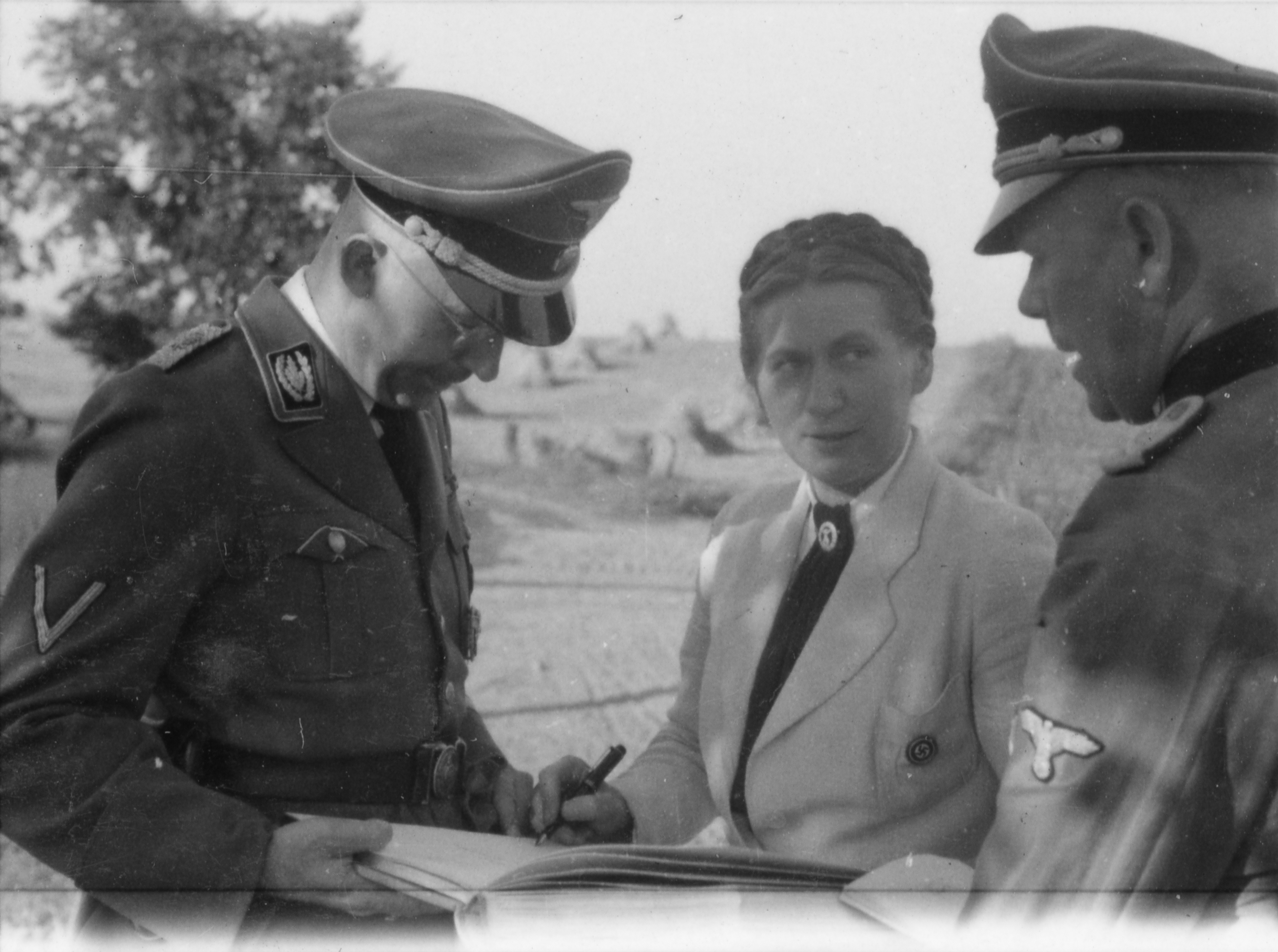
Scholtz-Klink mit Heinrich Himmler (1943)
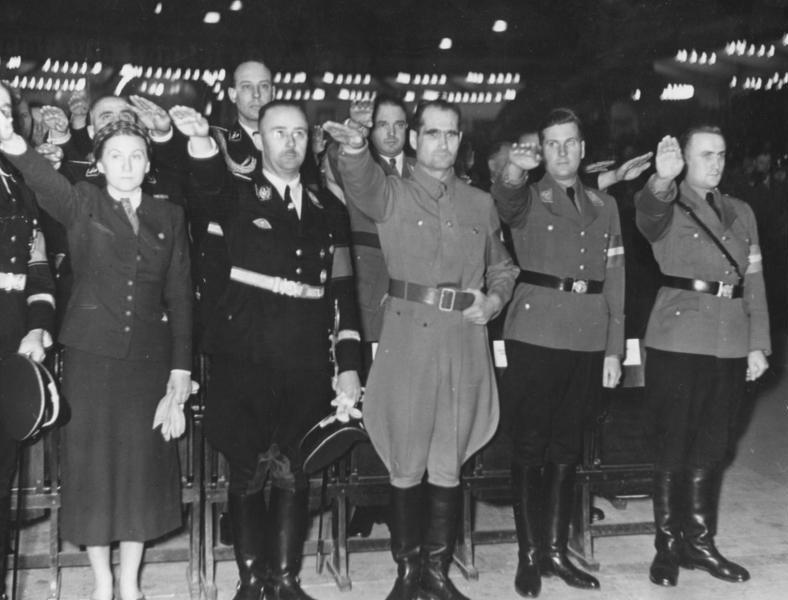
Großkundgebung des HJ-Landdienstes (1939)
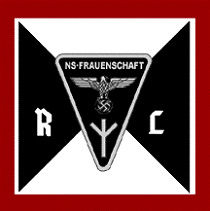
Kfz-Standarte Scholtz-Klinks

Das Kriegsende erlebte sie Ende April auf dem Gelände der Napola in Berlin-Spandau in den letzten Tagen der Schlacht um Berlin. Sie wurde dort in Tarnkleidung und bewaffnet, aber nicht „unmittelbar selber kämpfend“, verwundet. Sie geriet nach einem Ausbruchsversuch in sowjetische Gefangenschaft, gab dort an, Ostflüchtling zu sein und ihre Papiere verloren zu haben, und wurde nach wenigen Tagen entlassen.

### Nach Kriegsende
Nach Kriegsende tauchte sie mit ihrem Mann in Leitzkau unter und erhielt unter dem Namen „Maria Stuckenbrok“ falsche Papiere (ihr Mann als „Heinrich Stuckenbrok“). Auf Vermittlung der Pauline Fürstin zu Wied, einer Tochter des letzten Königs von Württemberg, meldete sich Scholtz-Klink als Maria Stuckenbrock in Bebenhausen bei Tübingen an, wo sie sich entnazifizieren ließ. Pauline zu Wied wurde 1948 vom Mittleren Militärgericht in Ludwigsburg zu 25.000 Mark Geldstrafe verurteilt, weil sie das Ehepaar „Scholtz-Klink-Heißmeyer“ versteckt hatte.
Anfang 1948 wurde Scholtz-Klink von der Polizei der französischen Besatzungsmacht verhaftet und im April vom Mittleren Französischen Militärgericht in Reutlingen wegen Führung einer falschen Identität zu 18 Monaten Gefängnisstrafe verurteilt. Im November 1949 wurde sie in einem Tübinger Spruchkammerverfahren zu einer Strafe von 18 Monaten Internierungslager verurteilt. Nach Protesten gegen das Urteil kam es 1950 zu einem Revisionsverfahren, in dem sie zu zwei Jahren und sechs Monaten Internierung und dem Verlust der bürgerlichen Ehrenrechte verurteilt wurde. Nach Auffassung des Gerichts konnte ihr die „Verübung von Straftaten“ nicht nachgewiesen werden, jedoch hätte sie „die nationalsozialistische Gewaltherrschaft in ganz außerordentlichem Maße unterstützt und gefördert“ und wurde daher als „hauptverantwortliche Nationalsozialistin“ eingestuft. Mildernd wurde u. a. berücksichtigt, dass „sie sich in ihrer politischen Arbeit vorwiegend mit den hauswirtschaftlichen, sozialen und caritativen Aufgaben der Frauen“ befasst hätte.
Nach einem Gnadengesuch wurde ihr die Strafe erlassen. In ihren Memoiren von 1978, Die Frau im Dritten Reich, die sie den „Opfern der Nürnberger Prozesse“ widmete, bewertete sie die nationalsozialistische Ideologie positiv. Sie starb 1999 in Bebenhausen, einem Stadtteil von Tübingen.

## Publikationen
- Verpflichtung und Aufgabe der Frau im nationalsozialistischen Staat, Junker und Dünnhaupt, Berlin 1937
- Frau und Mutter: Lebensquell des Volkes. Hg. Dienstleiter Hans Hagemeyer. Geleitwort der Reichsfrauenführerin Frau Gertrud Scholtz-Klink. Weitere Geleitworte Alfred Rosenberg; Reichsorganisationsleiter Robert Ley. Reichsparteitag-Ausstellung. Hoheneichen-Verlag, München 1943.
- Die Frau im Dritten Reich – Eine Dokumentation. Grabert Verlag, Tübingen 1978.